# دانشگاه دولتی شوتا روستاولی

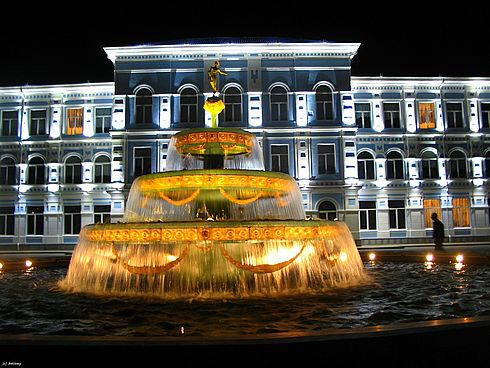
دانشگاه دولتی شوتا روستاولی

دانشگاه دولتی شوتا روستاولی (گرجی: შოთა რუსთაველის სახელმწიფო უნივერსიტეტი) یک موسسه آموزشی در باتومی مرکز جمهوری خودمختار آجارستان و در محدوده کشور گرجستان که به نام شوتا روستاولی شاعر نامی گرچی نامگذاری و در سال ۱۹۹۰ میلادی بنیان‌گذاری شده‌است.